# Biblioteca Central de la Universidad de Magallanes
La Biblioteca Central de la Universidad de Magallanes (UMAG) ubicada en la ciudad Punta Arenas, es el principal recinto bibliográfico de la universidad y es la biblioteca más grande y moderna de la Región de Magallanes y de la Antártica Chilena, Chile. 
Junto a las bibliotecas del Instituto de la Patagonia, bibliotecas de los Campus en Puerto Natales y en Porvenir y la biblioteca del Liceo Experimental UMAG conforman el Sistema de Bibliotecas Universidad Magallanes  (SIBUMAG), el sistema de bibliotecas más grande del extremo sur del país.

## Historia
La biblioteca nace junto a la universidad en 1961 donde actualmente funciona el Liceo Experimental UMAG, luego junto con la universidad se traslada al Campus Central de la Universidad de Magallanes en el norte de la ciudad, en 1982 pasa a llamarse “Biblioteca de la Facultad de Humanidades, Ciencias Sociales y de la Salud de la Universidad de Magallanes adoptando el nombre de su ubicación, luego paralelamente en 1985 se crea la biblioteca del Instituto de la Patagonia principalmente enfocada al área de la investigación. En 1999 se fusionan la Biblioteca de la Facultad de Ingeniería de la Universidad de Magallanes y la Biblioteca de la Facultad de Humanidades creándose la actual Biblioteca Central en un edificio que centraliza los servicios de Circulación, Referencia, Reserva y Hemeroteca.
En el año 2003 se construye el actual edificio, el más moderno en su ámbito en la Patagonia Chilena.

## Horarios
Lunes a viernes: 08:30 - 22:00 horas 
y
Sábados: 11:00 - 18:00 horas

## American Corner UMAG
American Corner Umag es un centro de información, esparcimiento y cultura ubicado al interior del Campus Central de la Universidad de Magallanes, en el interior de la Biblioteca Central, este nace de un convenio firmado en entre la Universidad de Magallanes y la Embajada de EE. UU. en Chile, con el objetivo de promover el intercambio cultural entre Chile y Estados Unidos.